# زیردریایی کلاس دافنه
سابمارین کلاس دافنه (به انگلیسی: Daphné-class submarine) یک کلاس از زیردریایی است که طول آن 57.75 metres می‌باشد.